# Gary Alexander
Gary Alexander é um sonoplasta estadunidense. Venceu o Oscar de melhor mixagem de som na edição de 1986 por Out of Africa, ao lado de Chris Jenkins, Larry Stensvold e Peter Handford.